# Màstic

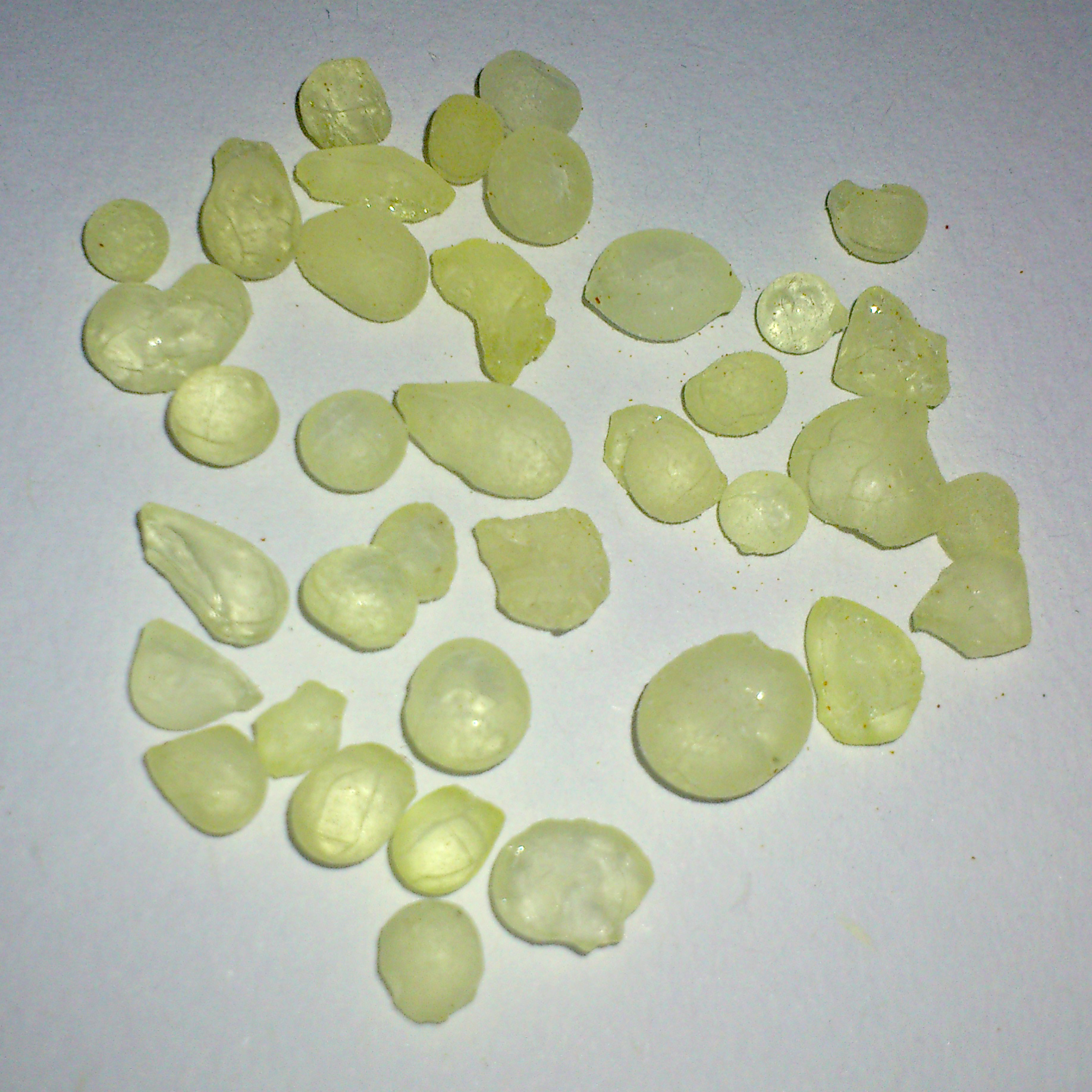
Màstic natural.

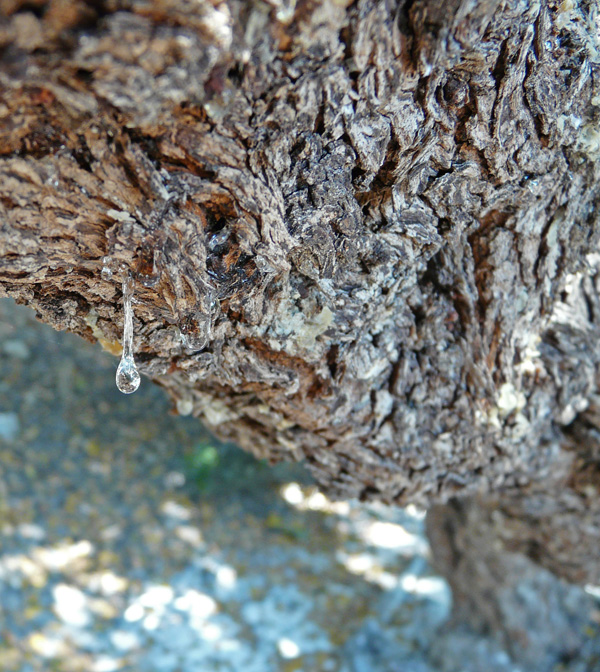
Gota de màstic

Màstic (grec: μαστίχα) és una pasta de resina mastegable, aromàtica, de color d'ivori, que s'extreu dels llentiscles de l'illa de Quios. Es pot consumir sense processar, encara que el seu preu elevat (venda al públic al voltant d'uns 180 €/kg) fa que normalment s'utilitzi com a ingredient complementari a gelats, xiclets i altres dolços.

## Comerç
El màstic de Quios té la Denominació d'origen protegida de la Unió Europea. Tot i que l'arbre del màstic no és altre que el llentiscle (Pistacia lentiscus), comú a la regió mediterrània, només els del sud de l'illa de Quios produeixen màstic quan la seua escorça s'esquerda. La producció de l'illa està controlada per una cooperativa de pobles medievals coneguda amb el nom de Mastikhokhória (Μαστιχοχώρια, lit. pobles del màstic), també al sud de Quios. Hi ha també un petit museu del màstic al poble de Pirgi.
La collita comença el juliol i acaba a principi d'octubre. La zona que envolta l'arbre es neteja i s'hi aplica carbonat de calci. Després es fan talls a l'escorça, entre 5 i 10 en cada arbre cada 4 o 5 dies. La resina surt dels talls i cau a terra, on esdevé sòlida. Aleshores les gotes de màstic es poden recollir per tal de netejar-les i vendre-les. A més del màstic, també es produeix oli de màstic.